# John Hagelin

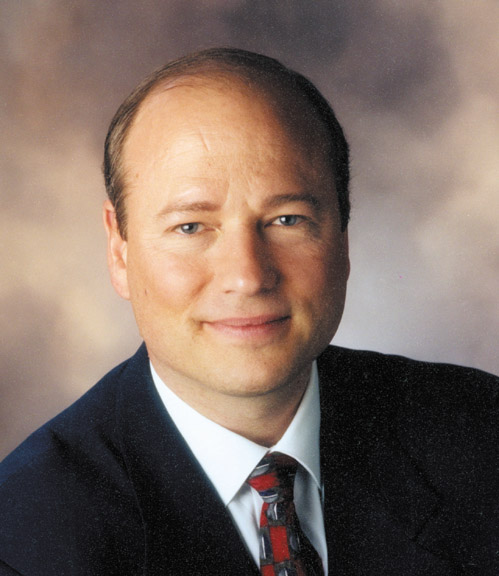
John Samuel Hagelin.

John Samuel Hagelin nasceu em Pittsburgh, cidade localizada no estado americano da Pensilvânia, em 9 de junho de 1954. É doutor em Física Quântica pela Universidade de Harvard e especialista em política pública. Tem conduzido pesquisas no Centro Europeu de Partículas Físicas. Recebeu o Prêmio Kilby. Já concorreu três vezes à presidência dos Estados Unidos. Participou, recentemente, de dois documentários: "Quem Somos Nós" ("What the Bleep Do We Know", em inglês), de 2004, e "O Segredo" ("The Secret", em inglês), que valida a Lei da Atração, feito em 2006.
Hagelin afirma que o modelo Flipped SU(5) da teoria de supercordas, uma teoria do campo unificado que o mesmo contribuíra para seu desenvolvimento, é identica ao "campo unificado da consciência" proposta por Maharishi Mahesh Yogi. Essa conexão tem sido ponto de controvérsia na comunidade científica.